# Agostina Pietrantoni
Agostina Pietrantoni, S.D.C., rodným jménem Livia Pietrantoni (27. března 1864 Pozzaglia Sabina – 13. listopadu 1894 Řím) byla italská římskokatolická řeholnice, členka kongregace Milosrdných sester svaté Jeanne-Antide Thouret. Katolická církev ji uctívá jako světici.

## Život

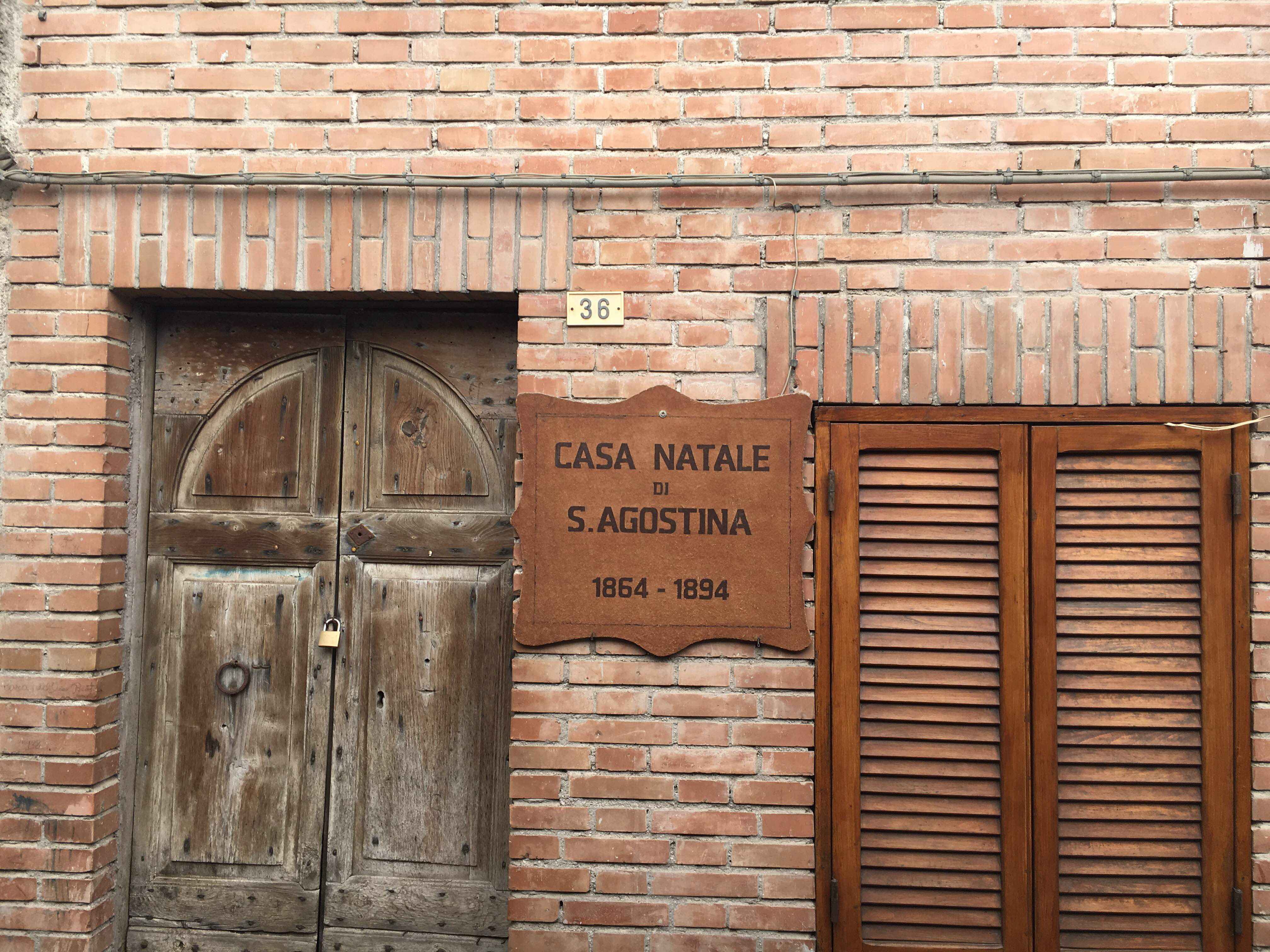
Její rodiště v Pozzaglia Sabina

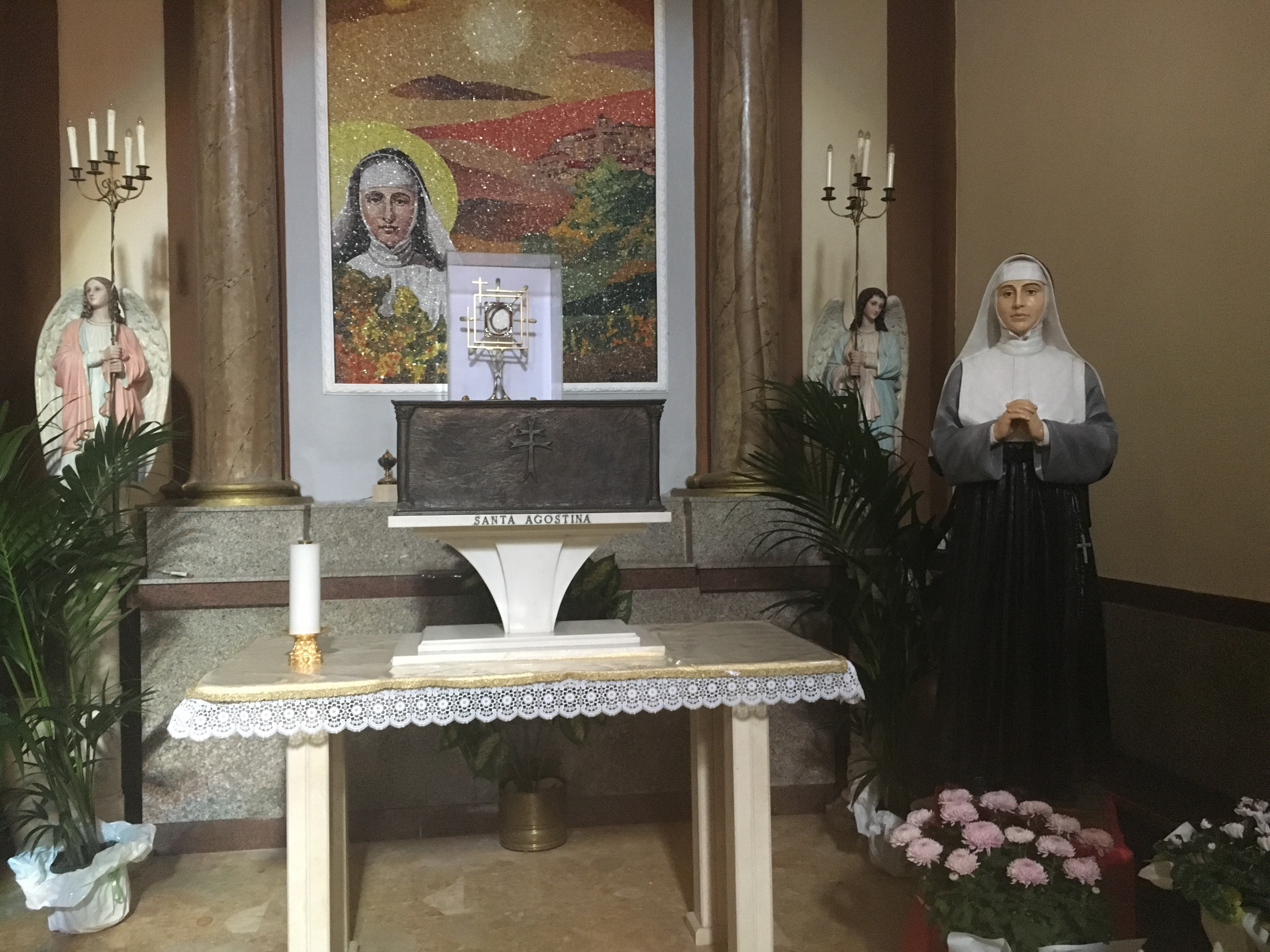
Její ostatky v kostele Parrocchiale di San Nicola di Bari v Pozzaglia Sabina

Narodila se dne 27. března 1864 v obci Pozzaglia Sabina jako druhé z jedenácti dětí chudých farmářů Francesca Pietrantoniho a Cateriny Costantini. Svátost biřmování přijala v roce 1868 a roku 1876 přijala své první svaté přijímání. Od roku 1871 pracovala jako dělnice na stavbě silnic a později v roce 1876 odešla do Tivoli s dalšími dospívajícími sezónními dělníky. Během zimních měsíců se věnovala sklizni oliv.
Nabídky k sňatku navzdory naléhání své matky odmítla a lednu roku 1886 odcestovala se svým strýcem, knězem Matteem do Říma s cílem vstoupit do zasvěceného života. Napsala žádost o přijetí do kongregace Milosrdných sester svaté Jeanne-Antide Thouret v Římě, ale zpočátku nebyla přijata, což se stalo teprve o několik měsíců později, dne 23. března 1886. Dne 13. srpna 1887 přijala řeholní jméno Agostina.
Dne 13. srpna 1887 byla poslána jako zdravotní sestra do nemocnice Santo Spirito v Římě a zůstala tam až do své smrti. Při práci na tuberkulózním oddělení se sama nakazila, ale uzdravila se, načež znovu pečovala o nemocné.
Někteří pacienti se však vůči ní a jejím spolupracovnicím projevovali násilnicky. Mezi ně patřil i Giuseppe Romanelli, který ji napadal a dokonce vyhrožoval smrtí, pročež ji 12. listopadu 1894 její spolupracovnice, které se o ni strachovaly, požádaly, aby si vzala volno, což odmítla. Ráno 13. listopadu 1894 na ni Giuseppe Romanelli zaútočil a smrtelně ji pobodal v temné chodbě. Konkrétně ji vsadil bodné rány do ramene, levé paže a do krční páteře před posledním bodnutím do hrudníku. Jejího následného pohřbu se v Římě zúčastnilo mnoho lidí. Dne 3. února 1941 byly její ostatky přeneseny do mateřského domu její kongregace v Římě, než byly 14. listopadu 2004 znovu přeneseny do její rodné obce, kde jsou uchovávány v kostele Parrocchiale di San Nicola di Bari.

## Úcta
Její beatifikační proces započal dne 14. prosince 1945, čímž obdržela titul služebnice Boží. Dne 19. září 1968 ji papež sv. Pavel VI. podepsáním dekretu o jejích hrdinských ctnostech prohlásil za ctihodnou.
Blahořečena byla dne 12. listopadu 1972 na Svatopetrském náměstí papežem sv. Pavlem VI. Dne 6. dubna 1998 byl uznán zázrak na její přímluvu, potřebný pro její svatořečení. Svatořečena pak byla dne 18. dubna 1999 na Svatopetrském náměstí papežem sv. Janem Pavlem II.
Její památka je připomínána 13. listopadu. Bývá zobrazována v řeholním oděvu.